# Ricky Norton
 (août 2012).
Si vous disposez d'ouvrages ou d'articles de référence ou si vous connaissez des sites web de qualité traitant du thème abordé ici, merci de compléter l'article en donnant les références utiles à sa vérifiabilité et en les liant à la section « Notes et références ».
Ricky Norton est né au Portugal, est chanteur, compositeur, interprète et comédien.

## Biographie[1]

### Enfance
Ricky Norton arrive dans la commune de Saint-Émilion en juin 1969 avec sa famille près de laquelle ils s'installent avec sa mère, Maria Ribeiro et son père, Manuel Ribeiro. Il entre donc à l'école française de Saint-Christophe-des-Bardes à l'âge de six ans sans connaître un seul mot de Français. Ricky Norton et ses parents déménageront à de nombreuses reprises, arpentant ainsi les vignobles bordelais dans lesquels Manuel et Maria travaillèrent durant des années. 
Après le collège à Lussac, il se dirige, sur les conseils de son professeur de mathématiques, vers des études à l’école hôtelière de Talence. Après trois ans d'études, il obtient un CAP (certificat d'aptitude professionnelle) serveur, un CAP cuisinier et un brevet de technicien d’hôtellerie et tourisme.

### Un double métier
Très inspiré par la voix de Maria, sa mère, qui aime à chanter à la maison en faisant le ménage ou en travaillant la vigne, Ricky Norton comprend très vite qu'il n'est pas indifférent au monde de la chanson : « Un jour en faisant nos courses dans un supermarché je me balade dans le rayon disques. Là, je tombe sur un 33 tours incroyable. Je vois un groupe, des gars habillés en bleu, Les Chats Sauvages, le vendeur me fait écouter quelques chansons, je suis subjugué par le groupe, sa musique, la batterie enlevée, je demande à mon père de m'acheter ce disque que je vais écouter en boucle ».
Quelque temps après avoir appris les chansons par cœur, cela ne fait que confirmer cet amour pour la musique. C'est en écoutant Good Luck Charm sur un double 33 tours d'Elvis Presley offert par Manuel, son père, que Ricky Norton apprend à placer sa voix.
Durant ses années d'études à l’école hôtelière de Talence, il crée, avec des copains de classe, son premier groupe de rock 'n' roll : "Gino Vamps & The Banana Mours". Il n'aura alors de cesse de vouloir faire vivre ensemble ses deux passions : la restauration et la musique. Un jour de l'année 1985, le "Chiopot", célèbre maison béglaise, propose à Ricky Norton de devenir son chef cuisinier. Il prend alors la décision (non sans mal) de répondre : « Non merci madame, c’est très gentil de penser à moi mais maintenant je dois tenter le tout pour le tout dans la musique ! » C'est à partir de ce jour que Ricky Norton décidera de faire de la musique son métier.

### Les premiers pas dans la musique
Après des débuts difficiles, l'orchestre de Denys Grey donne la chance à Ricky Norton de se produire régulièrement sur scène, lui permettant ainsi d'accéder au statut d'intermittent du spectacle.
Dans les années 1980, Ricky Norton devient une vedette régionale grâce à de nombreux passages télévisés et sort son premier 45 tours Le Vieux Rocker en 1987.
Avec La Bamba, le film à succès de Luis Valdez, le groupe de Ricky Norton ("Ricky Norton & Délire d'Époque") redouble de popularité et devient incontournable dans la région Sud-Ouest.
Il sera l’artiste le plus demandé sur toutes les manifestations musicales pendant 15 années consécutives, enchaînant les émissions de radio, les concerts à Paris, les interviews de presse…
Il fera, un temps, partie du groupe bordelais Les Frégates.
Mais il sera obligé de revenir à la restauration, son premier métier, pour pouvoir subvenir convenablement à ses besoins.

### Un métier à part entière
C'est à partir de 1991 que le métier de chanteur s'impose définitivement dans La Vie de Ricky Norton comme sa seule et unique profession.
Depuis 2000, installé à Paris, Ricky Norton rayonne en France et en Europe.

## Autres activités

### Théâtre
En 2009, le théâtre s'impose à Ricky Norton dans Dancing Planet, une pièce de Ariane Gardel mise en scène par Frédérique Lazarini. Plus tard, il fait également partie de Les Enfants d'Aphrodite (de Frédérique Lazarini et Didier Lesour) en 2010 et de Chez Mimi de Aziz Chouaki (mise en scène de Frédérique Lazarini) en 2011.

### Télévision
- 1990 : Ricky Norton interprète Et je m'en vais seul dans La Chance aux chansons, présenté par Pascal Sevran. Il est ensuite régulièrement invité dans l'émission pour y interpréter des chansons de sa composition ainsi que de grandes reprises (Sale Mambo de Dick Rivers, Un lacrima sul viso de Bobby Solo, C’est beau la vie de Jean Ferrat…).
- Entre 1997 et 2005, Ricky Norton prête sa voix à des spots publicitaires pour des marques ou société telles que Pulsat (composition et enregistrement de la chanson publicitaire), Center Parcs[2] (« Love » de Nat King Cole), Hollywood Chewing Gum, Nivea, Skip, Delpeyrat, Sun[3]...

### Cinéma
- 2005 : Il reprend Copacabana de Barry Manilow dans le film Je préfère qu'on reste amis... d'Éric Toledano et d'Olivier Nakache avec Gérard Depardieu et Jean-Paul Rouve.

## Influences
L'inspiration musicale majeure de Ricky Norton lui vient principalement du rock 'n' roll des années 1950-60 avec des chanteurs comme Elvis Presley, Eddie Cochran, Gene Vincent, Bill Haley, Jerry Lee Lewis, Chuck Berry, Johnny Burnette, The Platters, Bobby Darin, Cliff Richard and The Shadows, Billy Fury, Vince Taylor, Les Chats Sauvages. Mais également du gospel (Sam Cooke, Le Golden Gate Quartet, The Four Knights...), du blues et rhythm and blues (Chuck Willis, Chuck Jackson, Louis Armstrong, Brook Benton, Jackie Wilson...), de la country music, de la pop (The Four Aces, The Four Freshmen, The Brothers Four, The Beatles...), des grandes chansons internationales (américaines, française, italiennes et portugaises), des chansons de films (et en particulier des westerns), des comédies musicales et des musiques traditionnelles. Il affectionne tout particulièrement le style « crooner » (Frank Sinatra, Dean Martin...).
Les influences de Ricky Norton sont également issues de la variété française avec des chanteurs tels que Eddy Mitchell, Johnny Hallyday, Richard Anthony, Joe Dassin, Charles Aznavour, Charles Trenet, Jacques Brel, Georges Brassens, François Deguelt, Michel Legrand, Francis Cabrel ou encore Henri Salvador.
C'est également dans la variété internationale que Ricky Norton trouve son inspiration avec des artistes comme Antonio Mourão, Antonio Calvario, o conjunto Maria Albertina, Carmen Miranda, Roberto Carlos, Nelson Ned, Dario Moreno, Luis Mariano, Mike Brant ou Harry Belafonte.

## Discographie

### Albums
- 1996 : Chansons d'amour
- 1997 : Shake Rattle Rock 'n' Roll
- 1997 : Les Filles Du Rock 'n' Roll
- 1998 : Rockin' Condom (5 titres interprétés par Ricky Norton)
- 2002 : Hommage à Elvis : This Is The Story - One Is Enough
- 2002 : Hommage à Elvis : This Is The Story - Années 70
- 2002 : Hommage à Elvis : This Is The Story - Années 50
- 2003 : Gospel
- 2004 : Hommage aux Chats Sauvages : Toi l'Etranger avec Guitar Express
- 2004 : Believe In Swing
- 2004 : Mama Eu Quero (avec les Hot Rocks)
- 2004 : Frenchies But Goodies
- 2005 : Two Guitars One Voice
- 2006 : Dancin' Shoes (avec les Skulls Swingers)
- 2006 : Ricky et Guitar Express En Live
- 2008 : Ricky Norton et The Skulls Swingers - Live
- 2009 : Quelque chose pour chacun
- 2010 : Ricky Norton Chante Eddie Cochran
- 2010 : Les Comédies musicales de Ricky Norton
- 2010 : Chez Mimi
- 2010 : Tribute To Eddie - One Night Only
- 2011 : Longe Do Meu Portugal
- 2012 : Patch It Up (avec le Ricky Norton Orchestra)

### Singles
- 1994 : Le Vieux Rocker avec Les Frégates.
- 1997 : Un roi s'en est allé (Alain Labacci - Mike Shannon)
- 1998 : Le Cri du rebel
- 2006 : Ricky Norton In Session With Chris Spedding
- 2012 : Ricky Norton et Brian "Licorice" Locking - La Rencontre

### Cassettes
- 1997 : Jouez-moi du rock 'n' roll

### 45 tours
- 2002 : Tribute To Gene
- 2010 : Tribute To Eddie Cochran

### DVD
- Si je peux rêver (2006)

### Livres
- Toi et le rock (2008)

## Distinctions
- 1998 : Ricky Norton est intronisé "Mousquetaire d'Armagnac" pour avoir écrit une chanson (Rockin' Condom) sur la gastronomie, les valeurs et les traditions du Gers.
- 2007 : élu "Meilleur chanteur francophone dans le style 60" au Québec par Rétro Jeunesse 60.

## Collaborations
- 1998 : Rockin' Condom avec Mike Shannon, Burt Blanca, Chris Agullo et Ervin Travis. Ricky Norton compose la chanson Rockin' Condom dont le clip est tournée dans le Gers et diffusé dans l'émission Eurotrash, en Angleterre, présentée par Antoine de Caunes et Jean-Paul Gaultier.
- 1999 : il compose dix titres sur l'album Il faut le vivre de Burt Blanca.
- 2006 : enregistrement de Ricky Norton In Session With Chris Spedding avec Chris Spedding.
- 2008 : enregistrement d'une série de titres d'Elvis avec James Burton.
- Ricky Norton a eu la chance de chanter sur scène, à de nombreuses reprises, accompagné par les musiciens d'Elvis Presley. Il a également partagé la scène avec Thom Bresh, Buster B. Jones, Johnny Powers, Hayden Thompson, Sandy Ford, Crazy Cavan, Scotty Moore, DJ Fontana, Wanda Jackson, Dick Rivers, Mike Shannon, Burt Blanca, Danny Boy, Annie Philippe, Jean Veidly, Vic Laurens, Ticky Holgado, Luis Rego…